# 徐宪斋

徐宪斋（1886年—1972年） 山东省蓬莱县人。中国商人、买办、政治人物。

## 生平
徐宪斋7岁进私塾，此后在私塾念书9年。16岁时，他经人介绍，到营口的一个杂货店充任学徒。19岁时，徐宪斋创办“东华泰”杂货号，并自任经理。1908年，他任英国亚细亚煤油公司在中国东北的全权代理商。他同时经销煤油和洋蜡，不久便成为百万富翁。1912年，他获亚细亚煤油公司聘为奉天省总经销商，遂迁居大连。
1913年，大连《泰东日报》编辑迟少田联系工商界等方面人士，筹建国民党大连市党部。经《泰东日报》社社长金子平吉（雪斋）支持，日本大连当局批准该党部成立。徐宪斋当选该党部委员（书记长为迟少田），分管宣传。任内，他在东大连（今中山区）、西大连（今沙河口区）、小岗子（今西岗区）组建分部，并设立了许多市民阅报处，张贴北京和上海等地的报纸，还组织大连市市民庆祝双十节。1915年，袁世凯勾结日本大连当局解散了国民党大连市党部，徐宪斋中止了政治活动。
1920年代初，大连的山东籍人士成立了同乡会，徐宪斋任会长。1928年，徐宪斋在小岗子大龙街独资创办了“徐利兴”杂货代理店，经营面粉、砂糖、麻袋、纸张等洋货。经营3年后，该店的赢利额跃居大连市华商榜首，成为华商16小家之一（当时大连市华商中，资产200万元以上者共8家，称“8大家”；资产不到200万元者共16家，称“16小家”）。
1930年代初，徐宪斋当选西岗商会副会长。1936年，他随大连市华商工商界考察团考察日本。他喜书画，擅画中国画中的兰花，其兰花画作在天津及东北的书画市场上价钱很高。1940年代初，日本为因应太平洋战争，在满洲国实行严厉的经济统治，徐宪斋遂将资金秘密抽调到关内。后来，他在天津办厂，但因无利，遂关闭该厂返回大连，在市郊买下了山田，创办果园。
1945年8月，苏联红军占领大连后，大连市总商会成立，徐宪斋当选总商会首任会长。1947年，随着大连市行政区划调整，大连市市长迟子祥任关东公署主席，徐宪斋继任大连市市长。1949年夏，他因病辞职。1951年镇压反革命运动中，他因和迟子祥有牵连而被判刑。1964年，他保外就医。
1972年，徐宪斋病逝，享年86岁。